# Vila Ruiva (Cuba)
Vila Ruiva é uma povoação portuguesa sede da Freguesia de Vila Ruiva do Município de Cuba, freguesia com 20,12 km² de área e 380 habitantes (censo de 2021), tendo, por isso, uma densidade populacional de 18,9 hab./km².
A Freguesia de Vila Ruiva é uma das poucas freguesias portuguesas territorialmente descontínuas, consistindo em duas partes: uma parte sul (cerca de 60% do território da freguesia, onde se situa o lugar que lhe dá nome) e uma parte norte, junto à Barragem do Alvito (lugar de Albergaria dos Fusos), separada da parte principal pela freguesia de Vila Alva, do mesmo município, e pela freguesia de Alvito, do município homónimo.

## História
Em tempos mais recuados, a importância do lugar derivava da sua proximidade à estrada que liga Beja, Évora e Mérida (antiga capital da Lusitânia)
Vila Ruiva foi conquistada no século XIII durante o reinado de D. Sancho II. Teve o seu primeiro foral no século XIII, concedido pelo Mosteiro de Mancelos, e o seu segundo foral em 1512, concedido por D. Manuel I. Em 1520 o senhorio da vila e os seus termos são atribuídos a D. Rodrigo de Melo, 1º Conde de Tentúgal, o qual manda transformar o castelo num palácio em estilo manuelino-mudéjar (entretanto desaparecido) e reconstruir a Igreja de Nossa Senhora da Expectação, actual Igreja Matriz da vila.
Foi vila e sede de concelho até ao início do século XIX. Este era constituído apenas pela freguesia da sede e tinha, em 1801, 329 habitantes.

## Demografia
Nota: Nos anos de 1890 a 1930 a freguesia de Albergaria dos Fusos estava anexada a esta freguesia. Pelo decreto-lei nº 27.424, de 31/12/1936, a freguesia de Albergaria dos Fusos foi extinta, sendo integrada nesta freguesia.
A população registada nos censos foi:
| Distribuição da População por Grupos Etários | Distribuição da População por Grupos Etários | Distribuição da População por Grupos Etários | Distribuição da População por Grupos Etários | Distribuição da População por Grupos Etários |
| -------------------------------------------- | -------------------------------------------- | -------------------------------------------- | -------------------------------------------- | -------------------------------------------- |
| Ano                                          | 0-14 Anos                                    | 15-24 Anos                                   | 25-64 Anos                                   | > 65 Anos                                    |
| 2001                                         | 85                                           | 69                                           | 279                                          | 192                                          |
| 2011                                         | 48                                           | 48                                           | 218                                          | 153                                          |
| 2021                                         | 40                                           | 27                                           | 186                                          | 127                                          |

## Património
- Igreja Matriz
- Igreja do Senhor da Ladeira
- Ermida de Nossa Senhora de Represa
- Ponte romana sobre a ribeira de Odivelas ou Ponte de Vila Ruiva
- Barragem romana de Nossa Senhora da Represa
- Casa da Câmara